# Sphaerodactylus elegans
Sphaerodactylus elegans — вид геконоподібних ящірок родини Sphaerodactylidae.

## Опис
Загальна довжина цього гекона сягає 3,5—4 см. Шкіра має червоно-коричневий колір із ламкими лініями на тулубі або білими плямами, голова конічна, очі мають рухомі повіки. На лапах присутня прикріплююча пластинка, завдяки якій він може переміщатися по вертикалі, на гладких поверхнях і навіть догори ногами по горизонталі.

## Спосіб життя
Полюбляє густу рослинність, хащі та чагарники. Швидко бігає. Sphaerodactylus elegans активний вночі. Харчується мокрицями, мухами, цвіркунами.
Це яйцекладні гекони. Відкладають зазвичай 1 яйце.

## Розповсюдження
Острови Куба та Гаїті, південні штати США, зокрема Флорида.

## Підвиди
- Sphaerodactylus elegans elegans
- Sphaerodactylus elegans punctatissimus